# Trichorthosia inquisita
Trichorthosia inquisita är en fjärilsart som beskrevs av Dyar 1919. Trichorthosia inquisita ingår i släktet Trichorthosia och familjen nattflyn. Inga underarter finns listade i Catalogue of Life.